# Bjelanovac
Bjelanovac is een plaats in de gemeente Lipik in de Kroatische provincie Požega-Slavonië. De plaats telt 33 inwoners (2001).